# 桐生市立新里中央小学校
桐生市立新里中央小学校（きりゅうしりつ にいさとちゅうおうしょうがっこう）は、群馬県桐生市新里町小林にある公立小学校。

## 沿革
- 明治6年（1873年）
  - 6月24日 - 城山学校が後閑村常広寺に開校。
  - 7月6日 - 新川学校が新川村竜真寺に開校。
  - 8月1日 - 武井学校が武井村青雲寺に開校。
- 明治9年（1876年）
  - 3月 - 田面学校（現・前橋市粕川地区）が開校。
  - 5月15日 - 武井学校から奥沢学校が分離独立。
- 明治17年（1884年）4月 - 城山学校が第十六学区第十三小学校となり武井学校は第一分校、新川学校は第二分校、田面学校は第三分校となる。
- 明治19年（1886年）3月 - 第十六学区第十三小学校が山上尋常小学校に、第一分校が武井尋常小学校に、第二分校が新川尋常小学校に改称、第三分校は武井尋常小学校田面分校となった。
- 明治21年（1888年）9月 - 武井尋常小学校田面分校分離独立、同校は学区が粕川村となる。
- 明治22年（1889年）3月 - 新里高等小学校を武井尋常小学校に置く。
- 明治23年（1890年） - 山上尋常小学校が新里尋常小学校本校となり、新川が第一分校、武井が第二分校、関が第三分校となる。奥沢学校が山上本校に併合。
- 明治25年（1892年）8月3日 - 私立関尋常小学校の設立願が出される。
- 明治26年（1893年） - 新里尋常小学校本校が山上尋常小学校に改称。
  - 5月 - 第一分校が新川尋常小学校に改称。
  - 7月 - 新里高等小学校を廃し武井尋常小学校に高等科を設置し武井尋常高等小学校とする。
- 明治29年（1896年）6月 - 武井尋常高等小学校が武井尋常小学校と新里高等小学校に改称。
- 明治36年（1903年）10月1日 - 新里高等小学校・武井尋常小学校・山上尋常小学校・新川尋常小学校・関尋常小学校を合併し、新里尋常高等小学校とする。校舎は武井・山上・新川のものを使用。
- 昭和16年（1941年）4月1日 - 勢多郡新里国民学校と改称。
- 昭和22年（1947年）4月1日 - 新里村立新里小学校と改称。
- 昭和34年（1959年）4月1日 - 大久保分校が独立し新里村立北小学校となる。
- 昭和35年（1960年）4月1日 - 新川分校が独立し新里村立東小学校となる。新里村立中央小学校に改称。
- 昭和38年（1963年）4月 - 校旗制定。

## 通学区域
- 新里町鶴ケ谷の一部[2]
- 新里町山上
- 新里町小林
- 新里町武井
- 新里町野
- 新里町新川の一部

## 校歌
作詩：中村孝也 - 武井尋常小学校に5歳（2年生）から9歳（6年生）まで通っている。
作曲：井上武士

## 周辺
- 桐生市立新里中学校
- 桐生市立新里東小学校
- 桐生市立新里北小学校
- 上毛電気鉄道上毛線：新里駅
- 群馬県道3号前橋大間々桐生線

## 関係者

### 出身者
- 星野ひので - プロ野球選手[4]
- 渡辺久信 - 元プロ野球選手・監督[5]